# Moncton

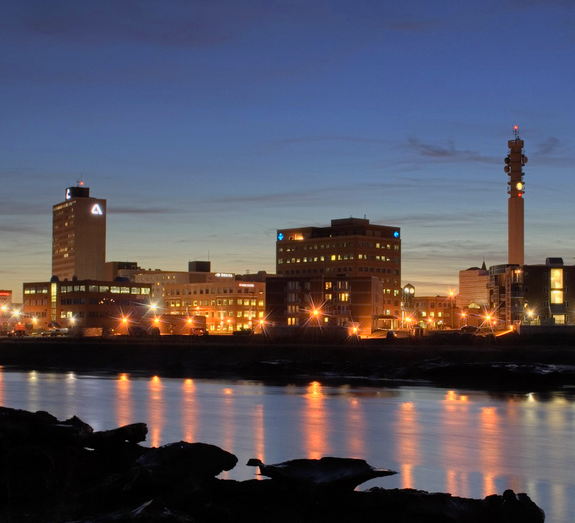
Monctons skyline

Moncton är en stad belägen i Westmorland County i provinsen New Brunswick i Kanada. Staden ligger i sydöstra delen av provinsen, i dalgången av Petitcodiac River, och i Kustprovinsernas geografiska centrum. Staden har traditionellt varit centralt belägen och ett nav för marktransporter i Kustprovinserna.
Staden har 71 889 invånare (2016) och är därmed den största staden i New Brunswick. Det är den näst största staden i Kustprovinserna, efter Halifax, och den tredje största staden inom Atlantprovinserna efter Halifax och St. John's.
Monctons storstadsområde är ett av de snabbast växande i Kanada, och även den snabbast växande regionen öst om Toronto. Området inkluderar grannstaden Dieppe och orten Riverview, såväl som närliggande områden inom Westmorland och Albert County.
Området bosattes för första gången 1733, men grundades inte officiellt förrän 1766 då tyska nybyggare invandrade från Philadelphia. Då det till att börja med var en jordbruksstad, inkorporerades den inte förrän 1855. Den fick sitt namn av Robert Monckton, den brittiska officer som intog Fort Beauséjour ett århundrade tidigare. Vid mitten av 1800-talet hade en varvsindustri vuxit fram, som dock tynade bort under 1860-talet. Staden förlorade därför sina rättigheter åter 1862 men fick tillbaka dem 1875 då dess ekonomi åter blev bättre, tack vare en växande järnvägsindustri. 1871 valde Intercolonial Railway of Canada att placera sitt huvudkontor i Moncton och järnvägen fortsatte att vara viktig fram tills Canadian National Railways lokverkstäder (Intercolonials efterföljare) lades ner under sent 1980-tal.
Trots sina ekonomiska bakslag har staden lyckats återhämta sig. Idag är ekonomin stabil och diversifierad. Den bygger främst på transport, distribution, handel och kommers, men det finns även livskraftiga sektorer inom utbildning, hälsa, finans, IT och försäkring.

## Kända personer från Moncton
- Rick Bowness, ishockeyspelare och -tränare
- Julie Doiron, singer-songwriter
- Roland Melanson, ishockeyspelare
- Philippe Myers, ishockeyspelare